# Culex macrophyllus
Culex macrophyllus är en tvåvingeart som beskrevs av Edwards och Gibbins 1939. Culex macrophyllus ingår i släktet Culex och familjen stickmyggor. Inga underarter finns listade i Catalogue of Life.